# Cazan de încălzire

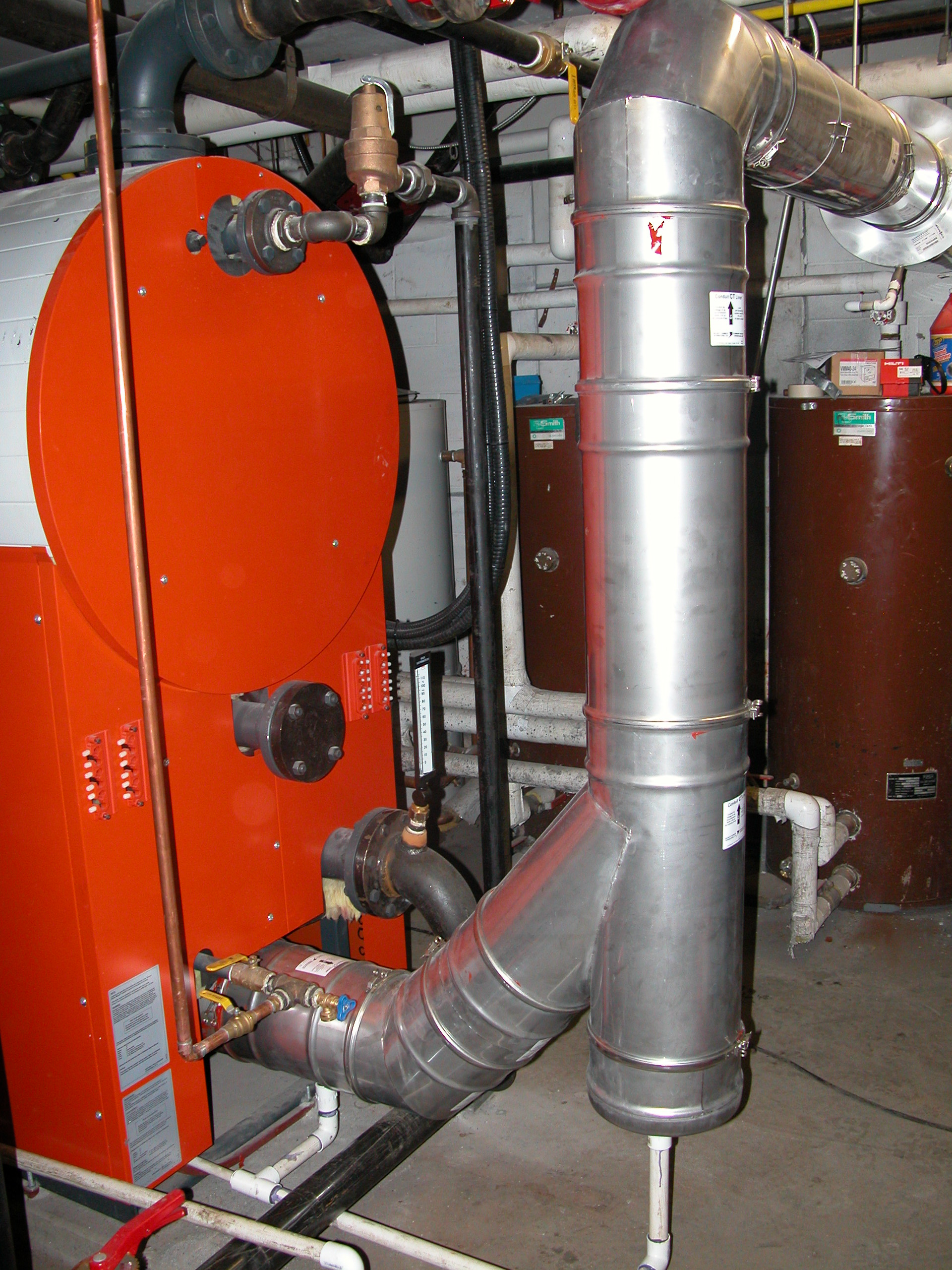
Cazan de încălzire cu condensaţie.

Un cazan de încălzire este un cazan folosit pentru a produce apă fierbinte pentru un sistem de încălzire centrală. De obicei acest cazan este situat în clădirea  încălzită, sau în apropiere, într-o centrală termică. Agentul termic produs de acest cazan este folosit de obicei și pentru a produce apă caldă de consum, cu ajutorul unui schimbător de căldură.
Ca orice alt cazan, el transformă prin ardere energia chimică a combustibililor în energie termică. În acest scop el este dotat cu unul sau mai multe arzătoare care întrețin în focar o flacără, căldura gazelor de ardere rezultate fiind preluată de apa care circulă prin țevi situate lângă pereții focarului sau în drumurile de gaze.
Tipul cazanului folosit este adaptat mărimii spațiului care trebuie încălzit. Pentru încălzirea unei locuințe individuale (casă, apartament) este suficient un cazan de putere relativ mică, construcția obișnuită fiind de tip centrală termică de perete. Pentru încălzirea mai multor apartamente (scară de bloc, hotel, cabană) sau un spațiu echivalent este nevoie de un cazan mai mare, construit sub forma unei centrale termice de pardoseală. Pentru încălzirea mai multor clădiri, de exemplu un cvartal sau a unui obiectiv industrial se folosesc cazane de putere și mai mare, construcția obișnuită fiind ignitubulară, cu volum mare de apă. Toate aceste cazane produc apă fierbinte, cu o presiune de cel mult 10 bar și o temperatură de cel mult 95 °C. Pentru încălzirea unor zone și mai mari se apelează la cazanele  termocentralelor sub forma  termoficării.

## Centrale termice de perete

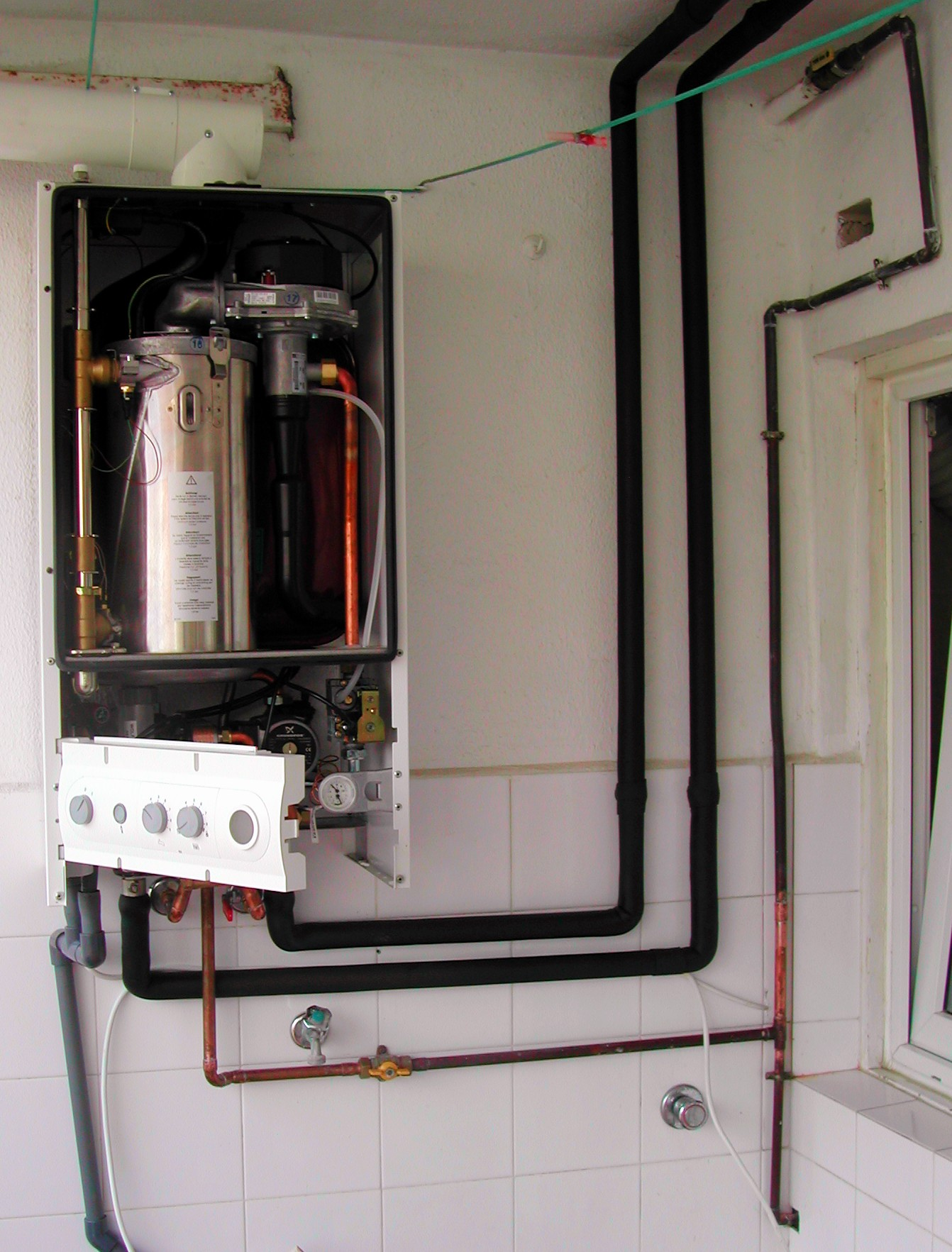
Centrală termică de perete.

Centralele de perete au puteri cuprinse între 10 – 100 kW și folosesc drept combustibil gaz natural și foarte rar combustibil lichid. Randamentul lor termic brut trebuie să fie de cel puțin 90 % în cazul centralelor fără condensare, iar în cazul celor cu condensare este mai mare, metoda de definire permițând depășirea valorii de 100 %.

## Centrale termice de pardoseală
Centralele de pardoseală au puteri cuprinse între 15 – 170 kW și pot fi construite atât pentru combustibil gazos, cât și pentru combustibil lichid (gaz petrolier lichefiat, petrol) sau solid (cărbune, lemn, peleți). Construcția acestor centrale este cu cameră de ardere deschisă. Randamentul lor termic brut trebuie să fie cel puțin 90 % la centralele funcționând cu combustibili gazoși sau lichizi și cel puțin 80 % la centralele funcționând cu combustibili solizi. În România, dacă puterea lor depășește 0,1 Gcal/h (116,3 kW), trebuie amplasate în încăperi cu destinația exclusivă de sală a cazanelor.

Exemple de centrale termice de pardoseală
Centrală termică de pardoseală Blowtherm Simplex 30 cu combustibil gazos.
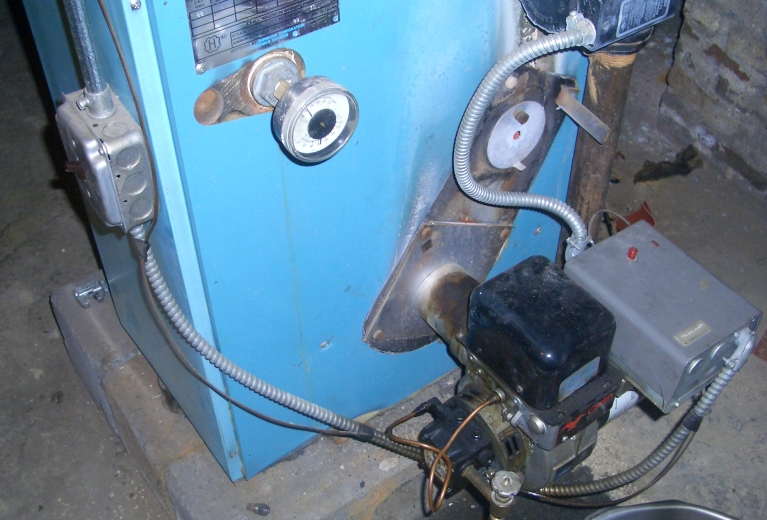
Centrală termică de pardoseală cu combustibil lichid.
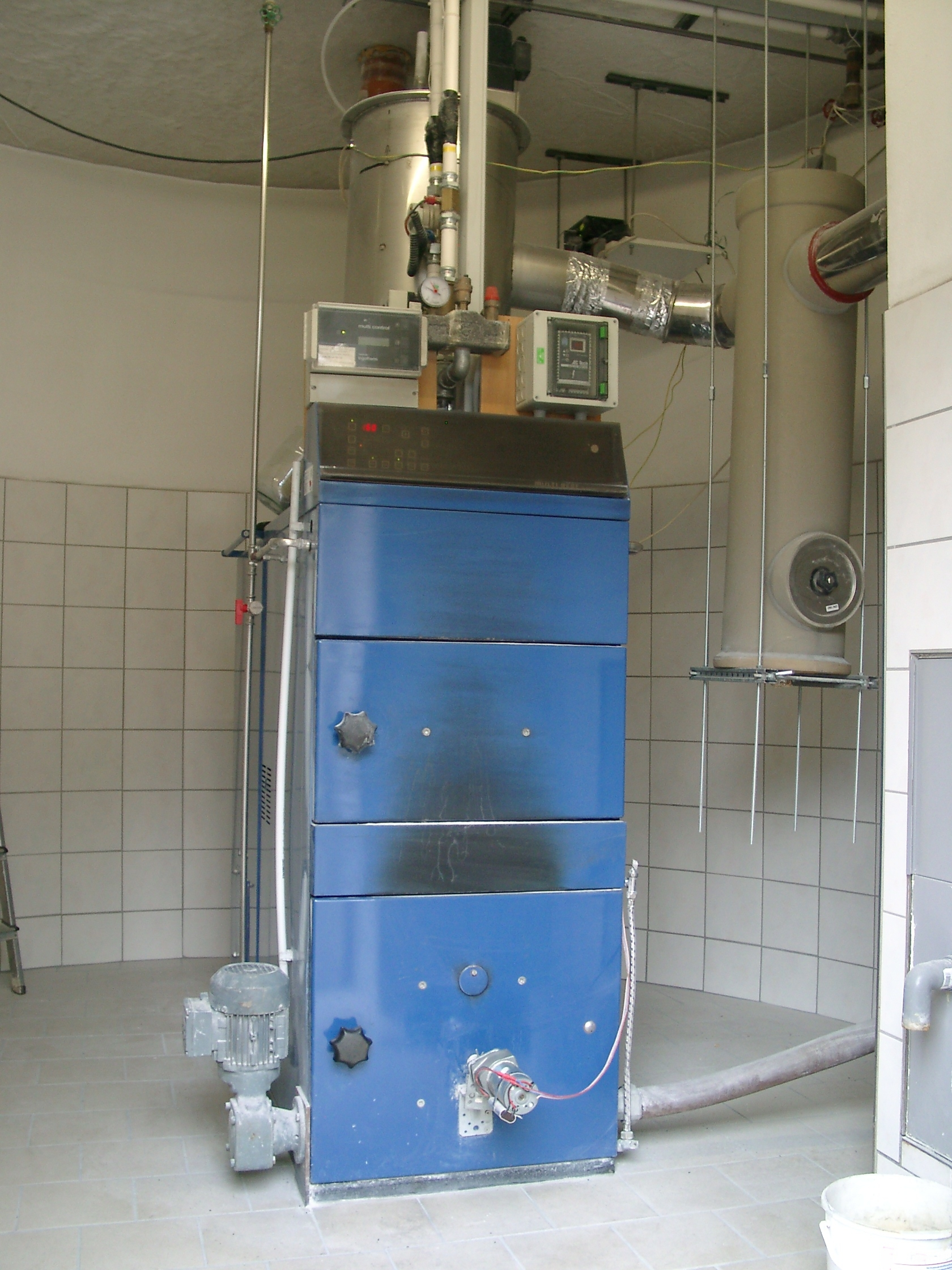
Centrală termică de pardoseală cu combustibil lichid.
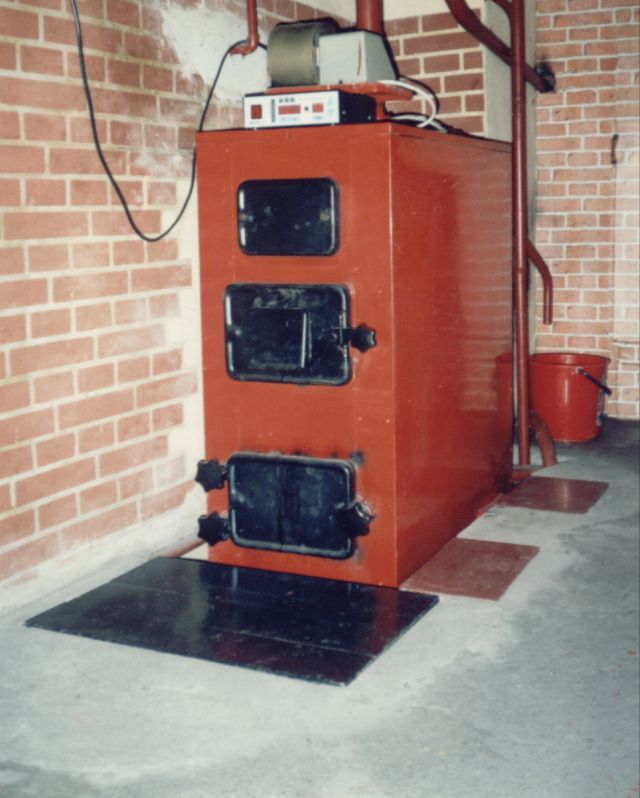
Centrală termică de pardoseală cu combustibil solid.
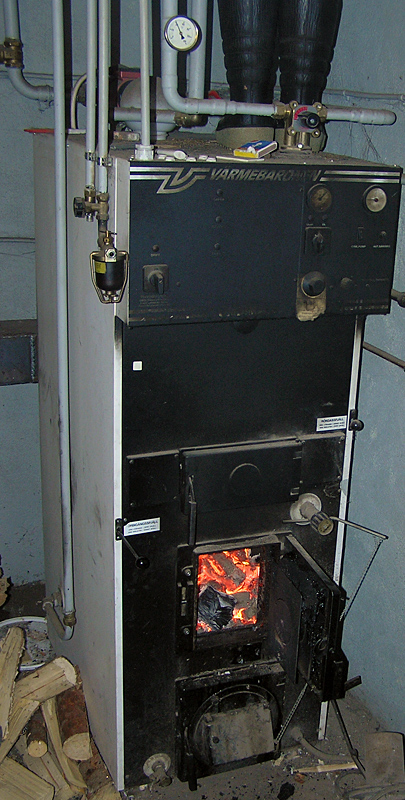
Centrală termică de pardoseală cu combustibil solid.

## Cazane de încălzire cu volum mare de apă
Sunt cele mai mari cazane folosite pentru încălzire centrală. Sunt de tipul cu volum mare de apă, ignitubulare, cu trei drumuri de gaze. Puterea lor poate atinge câțiva megawați. Folosesc combustibil gazos (gaz natural) sau lichid (combustibil lichid ușor). Nu se mai construiesc pentru combustibili solizi, deoarece, datorită puterii lor mari, alimentarea manuală cu combustibil ar fi foarte obositoare, iar un sistem de alimentare mecanică necesită o instalație suplimentară, care aduce complicații prea mari. Randamentul lor termic brut este puțin peste 90 %. În ultimul timp au apărut și versiuni de cazane cu condensație.
În cazul în care în afară de încălzire este nevoie și de abur pentru diverse  procese tehnologice, de exemplu spălare cu abur, sterilizare, călcare cu calandre încălzite cu abur, fierbere cu abur, se justifică folosirea la încălzire a  cazanelor de abur cu volum mare de apă, apa pentru încălzire fiind produsă în acest caz într-un schimbător de căldură.

Exemple de cazane ignitubulare pentru încălzire
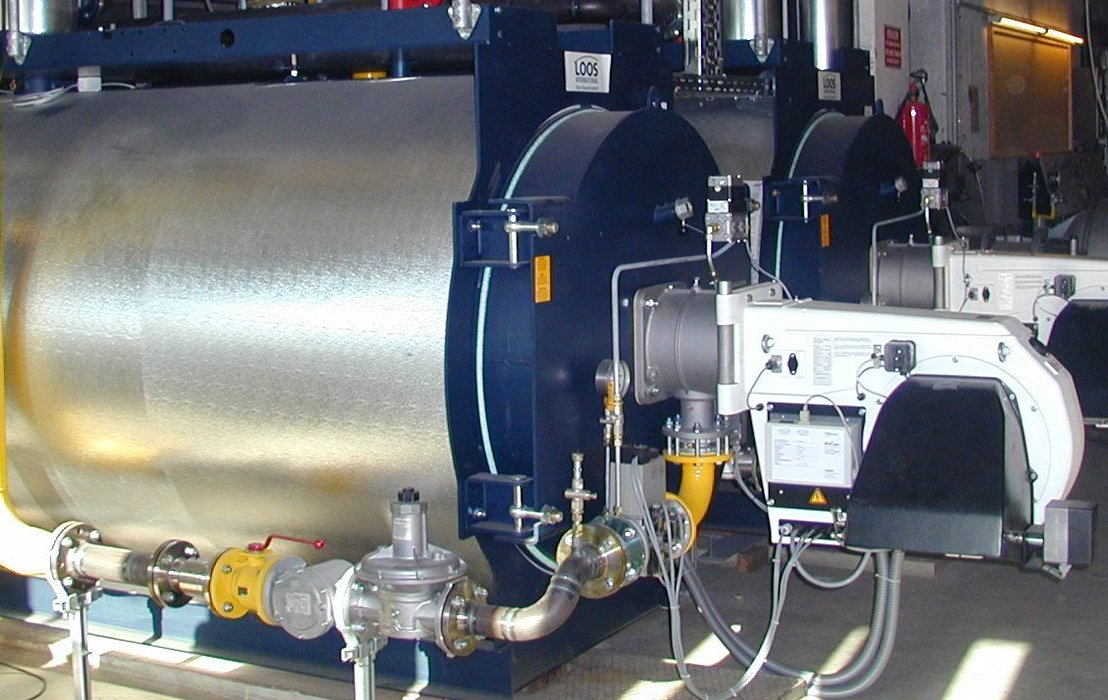
Cazane de încălzire cu apă fierbinte, cu combustibil gazos.
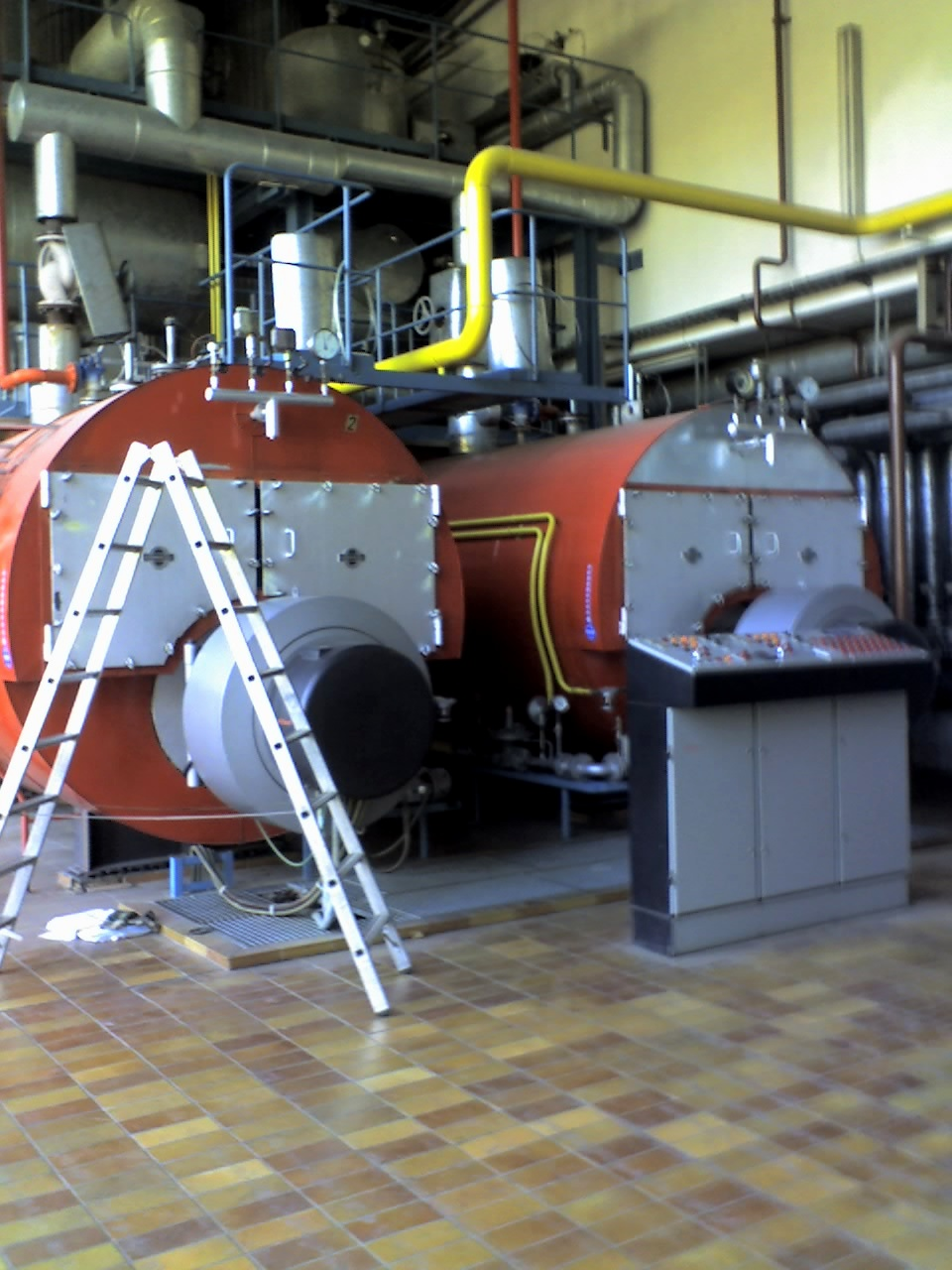
Cazane de încălzire cu abur, cu combustibil gazos.
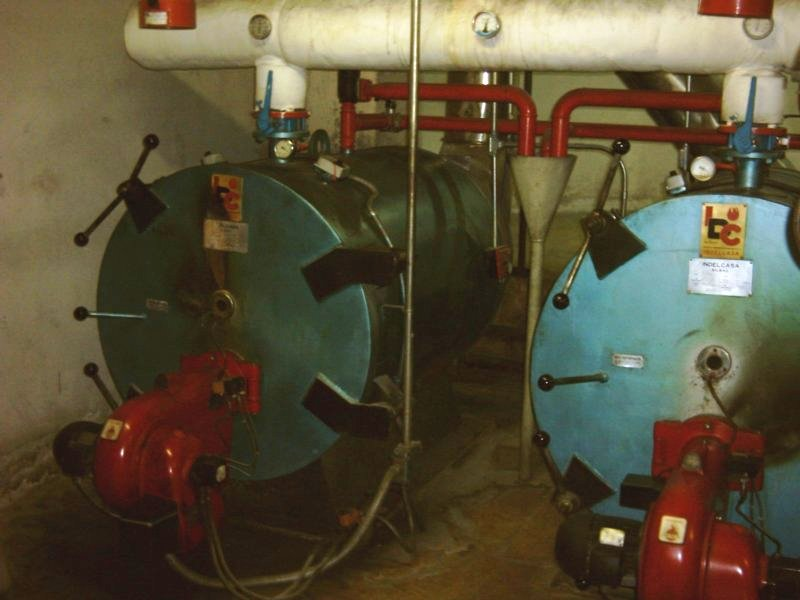
Cazane de încălzire cu apă fierbinte, cu combustibil lichid.

## Cazane de apă fierbinte

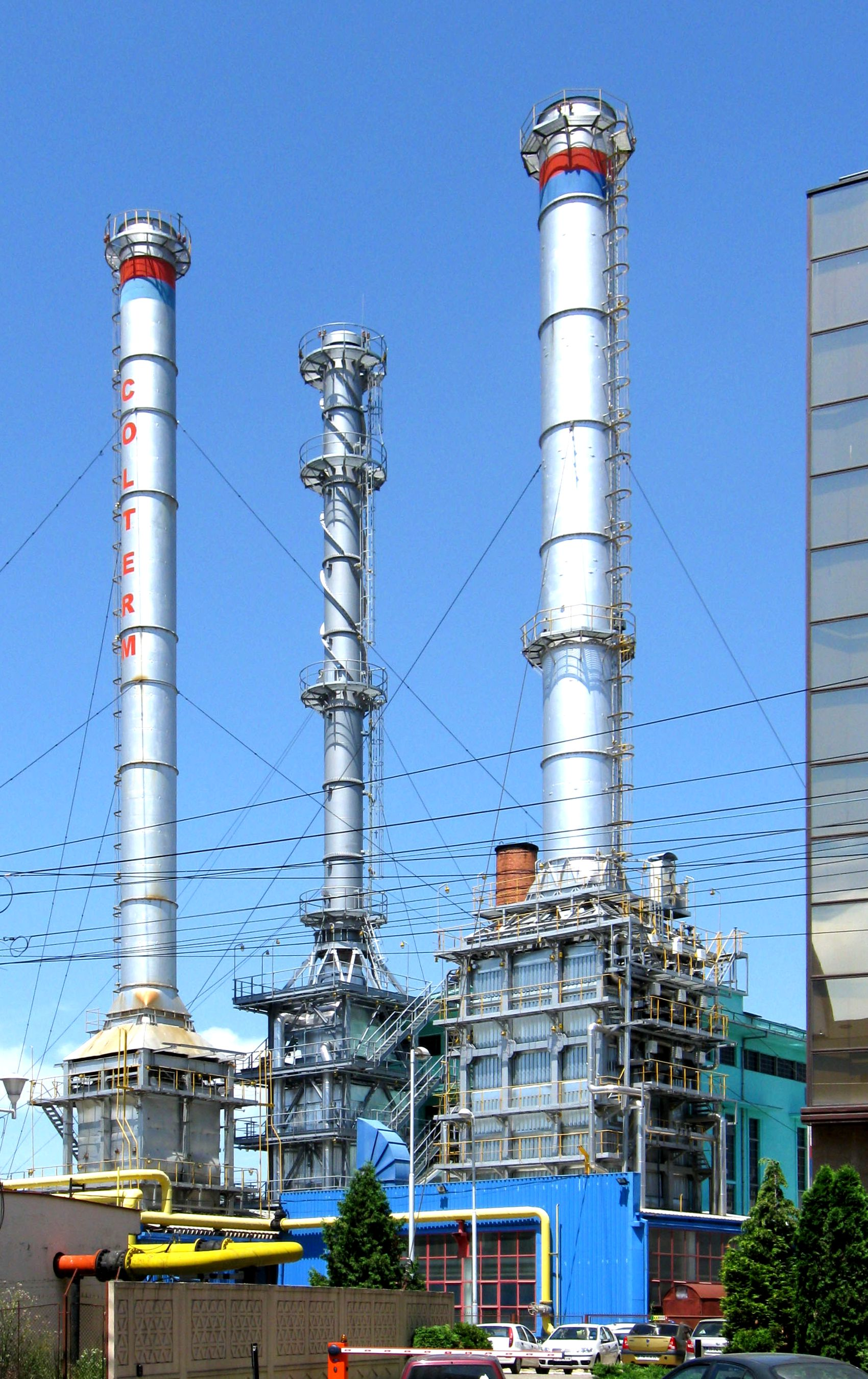
Cazane de apă fierbinte la „Colterm” Timişoara.

Pentru termoficare, unde este nevoie de puteri termice foarte mari, s-au construit cazane pentru apă fierbinte (CAF), a căror destinație în principiu este ridicarea temperaturii apei folosite la termoficare la temperatura de 150 °C în perioada de iarnă. În regim de toamnă și primăvară temperatura agentului termic livrat de termocentrală punctelor termice este de până la cel mult 105 °C. Acest agent este preparat în termocentrală folosind drept agent de încălzire abur extras din  turbină prin priza de termoficare, la presiunea de 1,2 – 2 bar, și care are temperatura de 110 – 120 °C. În regim de iarnă, acest nivel termic este insuficient și trebuie ridicat, de obicei cu CAF-uri. Desigur că aceste CAF-uri pot fi folosite și independent de turbine.
Constructiv, CAF-urile sunt niște cazane acvatubulare (cu apa în țeavă), în formă de turn. Apa este încălzită în țevile care căptușesc focarul și într-o serie de fascicule de țevi plasate la ieșirea din focar. Combustibilul folosit este gazul natural sau  păcura, dar s-au făcut și variante care ard cărbune.
În România s-au construit CAF-uri având puterea termică de 10, 20, 50 și 100 Gcal/h (12, 29, 58 și 116 MW).